# Taç i Sipërm
Taç i Sipërm – wieś położona w południowo-wschodniej części Albanii w gminie Qendër Ersekë. Wieś znajduje się 134 kilometrów od stolicy państwa, Tirany.